# 韶山乡
韶山乡，是中华人民共和国湖南省湘潭市韶山市下辖的一个乡镇级行政单位。

## 行政区划
韶山乡下辖以下地区:
韶山村、韶源村、韶北村、铁皮村、韶光村、竹鸡村、谷阳村、石塘村、花桥村、韶西村、韶东村、城前村、新湖村。